# سروپ زاکاریان
سروپ زاکاریان (Սերոբ Զաքարեան) یک سیاستمدار اهل ارمنستان بود که از تاریخ ۳۰ ژوئن ۱۹۱۸ تا تاریخ ۱ اوت ۱۹۱۸ در سمت ریاست مجلس ملی نخستین جمهوری ارمنستان را برعهده داشت.